# CJ·培瑞茲
傑馬爾·培瑞茲（1993年11月17日—）是一名菲律賓職業籃球運動員，目前效力於菲律賓籃球協會的生力啤酒人。他於2018年PBA選秀中被泰拉菲馬以狀元籤選中，也曾是菲律賓國家男子籃球隊的成員。
2025年，培瑞茲首次擔任教練，成為菲律賓馬哈利卡女子籃球聯賽（WMPBL）PSP Gymers隊的助理教練。

## 早年
培瑞茲出生於英屬香港九龍，父親為奈及利亞人，母親為菲律賓人。他在菲律賓邦阿西楠省包蒂斯塔長大。

## 大學生涯
培瑞茲曾效力於聖塞巴斯蒂安雄鹿、雅典耀藍鷹及黎剎大學海盜。
在他於黎剎大學的最後一個大學賽季，場均繳出全聯盟最高的19.3分，同時抓下6.5個籃板和3.6次助攻，帶領海盜隊完成淘汰賽18連勝的佳績，但最終在總決賽中敗給聖貝達大學。若非因禁賽，他原本有機會入選當年度的NCAA年度最佳陣容。

## 職業生涯

### PBA發展聯賽
培瑞茲曾效力於Zark's Burger–黎剎大學，該隊由在NCAA第93季籃球賽事中締造18連勝紀錄、最終於總決賽敗給聖貝達紅獅的海盜隊主力球員組成。他帶領Zark's Burger–黎剎大學闖進總決賽，場均貢獻17.5分、6.5個籃板、3.9次助攻與1.9次抄截。最終，他獲選為2018年PBA發展聯賽新秀盃分區最有價值球員。

### 哥倫比亞/泰拉菲馬(2018年–2020年)

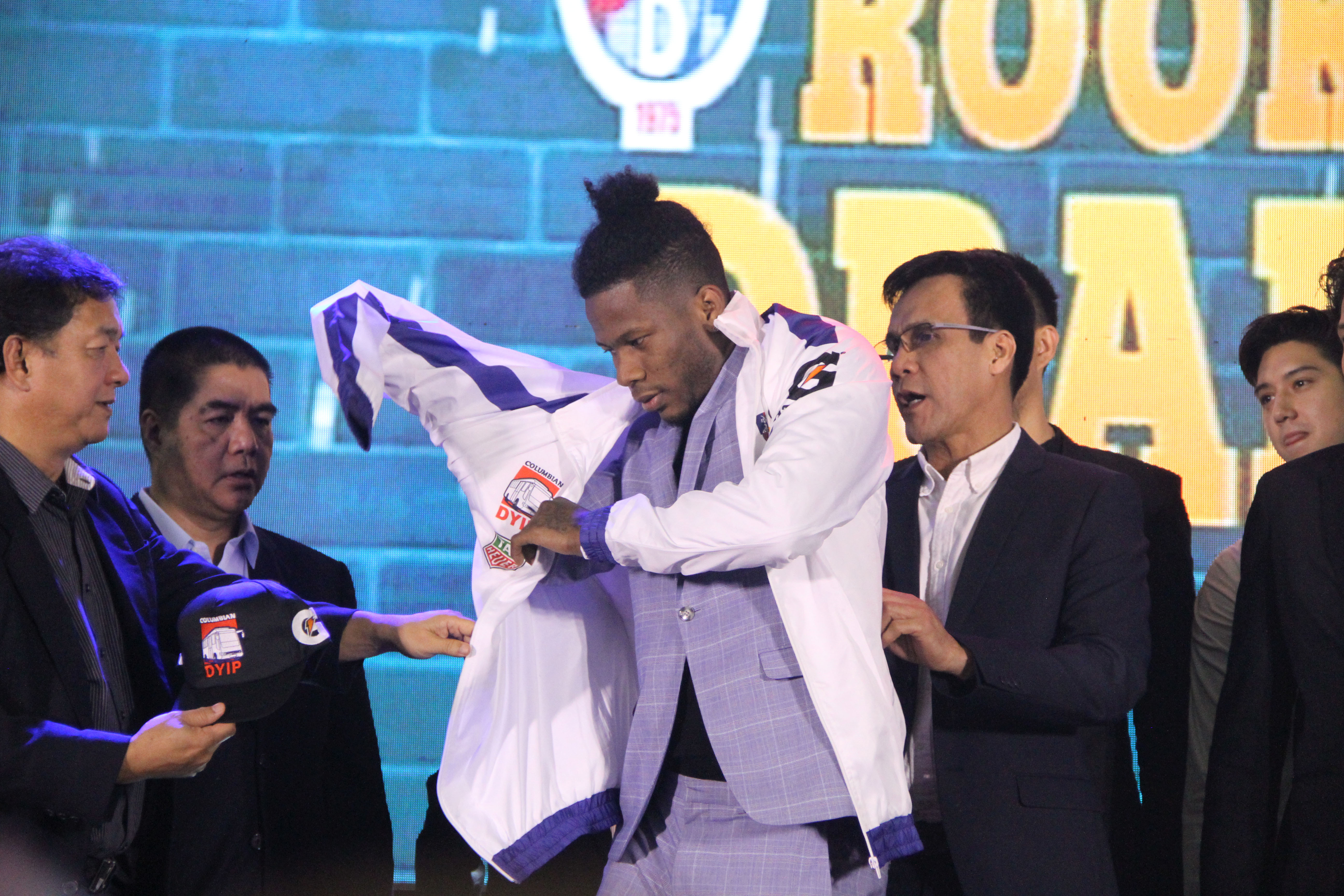
培瑞茲2018年PBA選秀被哥倫比亞帝普選中後

2018年12月16日，培瑞茲在2018年PBA選秀中以狀元身份被哥倫比亞帝普選中。在他的首場職業比賽中，他攻下26分，帶領球隊擊敗生力啤酒人。三場比賽後，他以全票之姿獲得PBA新聞團首屆「一月度最佳新秀」獎項。二月份，他在最佳新秀票選中名列第二，僅次於賈維·莫孔。
在2019年PBA全明星週末中，他參加了「新秀／二年級生對三年級生」比賽（並獲得MVP）、灌籃大賽以及全明星3x3賽。球隊在2019年PBA菲律賓盃以4勝7負的戰績未能晉級季後賽。
在PBA 委員盃中，培瑞茲單場攻下職業生涯新高的39分，幫助球隊以120比105擊敗NLEX公路勇士。他在2019賽季結束時，獲得年度最佳新秀、入選年度第一神話陣容（自2013年的卡爾文·阿布埃瓦以來首位新秀入選），並入選年度防守第一隊（自2008年的萊恩·雷耶斯以來首位新秀）。他同時以場均20.8分成為聯盟得分王，是自1999年的艾瑞克·門克以來首位達成此成就的新秀 ；該數據亦為PBA史上新秀場均得分第三高紀錄。
在效力泰拉菲馬的最後一個賽季，他場均得到24.4分，再度成為聯盟得分王。

### 生力啤酒人(2021年–至今)
2021年2月2日，培瑞茲被交易至生力啤酒人，交易內容包括送出麥特·加努埃拉斯-羅瑟、羅素·艾斯柯托、傑洛·阿洛利諾以及兩個未來首輪選秀權。培瑞茲於2022年PBA菲律賓盃奪得個人生涯首座總冠軍。決賽第七戰，他攻下25分，其中第四節貢獻7分，助隊完成逆轉。

## 國家隊生涯
培瑞茲首次代表菲律賓國家男子籃球隊出賽是在2016年亞洲籃球挑戰賽。他同時也是2016年在卡達多哈舉行的FIBA 3x3全明星賽中馬尼拉隊名單的一員，與雷伊·格瓦拉、西德尼·奧瓦貝爾和布萊特·阿庫埃蒂一同出賽，該隊在8隊中排名第7。
2019年，培瑞茲是參加2019年世界盃籃球賽菲律賓隊中最年輕的球員之一。他場均12.6分、3.2籃板和2.6助攻的表現，以及勇敢無懼的球風，成為菲律賓隊在本屆世界盃墊底的一線曙光。同年，他與克里斯·紐斯姆、傑森·柏金斯和莫拉·陶花華一同入選菲律賓男子3x3國家隊，參加2019年東南亞運動會，該隊在8場比賽中全勝奪得金牌。
2020年，佩雷斯入選對印尼的亞洲盃資格賽12人名單，在該場比賽中他繳出11分、7籃板、3助攻及4抄截，幫助球隊以100比70取勝。同年，他與東南亞運隊友莫拉·陶花華、約書亞·曼松和阿爾文·帕索爾一起入選2021年FIBA 3x3奧運資格賽名單，但該隊最終在該賽事中名列末位。
培瑞茲被納入2023年世界盃籃球賽的21人初選名單，最終獲選為12人正選陣容之一。

## 外部連結
- CJ·培瑞茲在fiba.basketball（英语）
- CJ·培瑞茲在archive.fiba.com（存檔）（英语）
- CJ·培瑞茲在fiba3x3.com（英语）
- CJ·培瑞茲在Basketball-Reference.com（國際）（英语）
- CJ·培瑞茲在Eurobasket.com（球員）（英语）
- CJ·培瑞茲在Proballers（英语）
- CJ·培瑞茲在RealGM（球員）（英语）